# Markus Eichler
Markus Eichler (Varel, Baixa Saxònia, 18 de febrer del 1982) és un ciclista alemany, professional des del 2007 al 2014. En el seu palmarès destaca el Gran Premi de Lillers i el Tour de Drenthe.

## Palmarès
- 2006
  - 1r al Gran Premi de Lillers
  - 1r al Tour de Drenthe
  - 1r al Gran Premi de Dourges
- 2010
  - 1r a la Batavus Prorace
- 2011
  - Vencedor d'una etapa del Tour de l'Azerbaidjan
  - Vencedor d'una etapa de la Fletxa del sud

### Resultats al Giro d'Itàlia
- 2007. 141è de la classificació general (Maglia nera)

### Resultats a la Volta a Espanya
- 2010. 114è de la classificació general